# Церковь Покрова Пресвятой Богородицы (Порт-Катон)
Церковь Иоанна Богослова —  православный храм в селе Порт-Катон Азовского района Ростовской области, Ростовской и Новочеркасской епархии, Азовское благочиние Русской Православной церкви.
Адрес храма: Ростовская область, Азовский район, село Порт-Катон, ул. Центральная, д. 10.

## История
В середине XIX века в селе Порт-Катон Азовского района Ростовской области была сооружена церковь Равноапостольных царей Константина и Елены. Со временем церковь обветшала и взамен её в начале XX века была сооружена каменная Покровская церковь с колокольней высотой около 70 метров.
В 1938 году Покровская церковь селе Порт-Катон Азовского района была закрыта.
В годы Великой Отечественной войны, во время немецкой оккупации, в 1942 году храм Покрова Пресвятой Богородицы был вновь открыт.
После войны, в ноябре 1945 года, верующим села передали под обустройство молитвенного дома? построенное в 1913 году? здание церковной сторожки. До войны в сторожке работало сельское отделение связи. В начале 1962 года молитвенный дом у Покровской общины села Порт-Катон был отобран. В феврале 1962 года решение решение об изъятии было одобрено Ростовским облисполкомом. В марте 1962 года облисполком принял окончательное решение о ликвидации Покровского молитвенного дома.
Вновь приход храма Покрова Пресвятой Богородицы в селе Порт-Катон был зарегистрирован в 1995 году, и после лишения регистрации в 2004 году, вновь зарегистрирован в 2006 году.
В настоящее время храм занимает здание, принадлежащее ранее рыбхозу «Социалистический путь». Это здание передано приходу безвозмездно, также в безвозмездное пользование для строительства нового храма Покровскому приходу в селе Порт-Катон предоставлен земельный участок.

## Священнослужители
- Иерей Николай Картищенко (1995 — 2004).
- Иерей Николай Кравченко (2004—2005).
- Иерей Ростислав Сагинашвили (2005—2007).

С августа 2013 года настоятелем прихода является протоиерей Василий Лапко.